# 伊集院町中川
伊集院町中川（いじゅういんちょうなかがわ）は、鹿児島県日置市の大字。旧薩摩国日置郡伊集院郷中川村、日置郡中伊集院村大字中川、日置郡伊集院町大字中川。郵便番号は899-2514。人口は286人、世帯数は131世帯（2020年10月1日現在）。

## 地理
日置市の中部、神之川の上流域に位置している。字域の北方には鹿児島市有屋田町、西俣町、南方には日置市伊集院町竹之山、南方から西方にかけて伊集院町土橋、東方には鹿児島市小山田町、西方には日置市伊集院町麦生田がそれぞれ隣接している。
字域の北部を国道3号が東西に通っており、鹿児島市及び日置市伊集院町麦生田との境界線上を神之川が流れる。集落は南部の丘陵の中腹にあり、台地上では中川苺が生産されている。

### 河川
- 神之川

## 歴史

### 中河の成立と中世
中川（中河）という地名は鎌倉時代より見え、薩摩国伊集院のうちであった。建久8年の薩摩国図田帳には中河という地名は見えないが、建長5年の満家院西俣名主法橋栄尊申状に見えるのが地名の初見であるとされる。この申状が書かれた建長5年ごろまでは中河は土橋（現在の伊集院町土橋）の一部であったとされる。
南北朝の乱以降、他の伊集院の区域と同様に伊集院氏の領下となったが、宝徳2年に伊集院氏の伊集院煕久が肥後へ逃亡し、以後は島津氏の直轄領となった。

### 近世の中川
江戸時代には中川村は薩摩国日置郡伊集院郷（外城）のうちであった。村高は天明8年の「由緒再撰調」には316石余、「天保郷帳」では339石余、「旧高旧領取調帳」には323石余であったと記されている。

### 町村制施行以後
1889年（明治22年）4月1日に町村制が施行されたのに伴い、伊集院郷の中部の区域より中伊集院村が成立し、江戸期の中川村は中伊集院村の大字「中川」となった。1936年（昭和11年）に中伊集院村が町制施行し伊集院町となり、伊集院町の大字となった。1998年（平成10年）に郡山町大字西俣字笹原田の一部を中川字九壽丸の一部に編入し、竹之山字馬渡の一部を中川の一部に編入した。
2005年（平成17年）5月1日に伊集院町が日置郡東市来町、吹上町、日吉町と合併し日置市が成立した。この合併に先立って設置された法定合併協議会である「日置中央合併協議会」において大字名については「字の区域は、現行どおりとし、現行の字の名称の前に当該字の属する合併前の町の名称を付し、字の名称を変更する。」と協定された。合併日の2005年（平成17年）5月1日に鹿児島県の告示である「 字の名称の変更」が鹿児島県公報に掲載された。この告示の規定に基づき即日大字の名称変更が行われ、大字名が「中川」から「伊集院町中川」に改称された。

### 字域の変遷
| 実施後                   | 実施年             | 実施前                         |
| ------------------------ | ------------------ | ------------------------------ |
| 大字中川字九壽丸（編入） | 1998年（平成10年） | 郡山町大字西俣字笹原田（一部） |
| 大字中川（編入）         | 1998年（平成10年） | 大字竹之山字馬渡（一部）       |

## 人口

### 資料データ
| 統計年次[年]       | 世帯数[世帯] | 人口[人] | 出典  |
| ------------------ | ------------ | -------- | ----- |
| 明治14年頃         | 60           | 285      | [ 4 ] |
| 1935年（昭和10年） | 101          | 593      | [ 4 ] |
| 1950年（昭和25年） | 139          | 717      | [ 4 ] |

### 国勢調査
以下の表は国勢調査による小地域集計が開始された1995年以降の人口の推移である。
| 統計年             | 統計年 | 人口 | 人口 |
| ------------------ | ------ | ---- | ---- |
| 1995年（平成7年）  | [ 9 ]  | 455  |      |
| 2000年（平成12年） | [ 10 ] | 459  |      |
| 2005年（平成17年） | [ 11 ] | 448  |      |
| 2010年（平成22年） | [ 12 ] | 407  |      |
| 2015年（平成27年） | [ 13 ] | 371  |      |
| 2020年（令和2年）  | [ 2 ]  | 286  |      |

## 施設

### 公共
- 中川公民館

### 寺社
- 春日神社
武甕槌神、経津主神、天津児屋根命を祀る神社であり、創建年は不明であるが、永正5年に修造された棟札があると伊集院由緒記に記されている[14]。

## 小・中学校の学区
市立小・中学校に通う場合、学区（校区）は以下の通りとなる。
| 大字         | 区域 | 小学校             | 中学校             |
| ------------ | ---- | ------------------ | ------------------ |
| 伊集院町中川 | 全域 | 日置市立土橋小学校 | 日置市立土橋中学校 |

## 交通

### 道路
一般国道
- 国道3号